# Panzerzug Związek Broni
Der Eisenbahn-Panzerzug Związek Broni (deutsch: Waffenunion) war der erste improvisierte polnische Panzerzug aus dem Jahr 1918 und wurde während der Auseinandersetzung gegen sowjetrussische Truppen eingesetzt.

## Geschichte
Im Februar 1918 wurde der erste polnische Panzerzug in der Geschichte Polens beim 1. polnischen Korps im damaligen Russland zusammengestellt. Er wurde noch vor der Wiedererlangung der Unabhängigkeit Polens und der Gründung der polnischen Armee aufgestellt. Auch wenn der Panzerzug nur kurz im Einsatz war und vollkommen provisorisch zusammengestellt wurde, zeichnete sich die Besatzung aus und der Panzerzug erlangte Ruhm beim 1. polnischen Korps in Weißrussland.
Bereits im August 1917 wurde das 1. polnischen Korps in Weißrussland aufgestellt und diente in der russischen Armee unter dem Kommando von General Józef Dowbor-Muśnicki. Damit nahm das Korps auf Seite der Entente während des Ersten Weltkrieges den Kampf gegen das Deutsche Kaiserreich auf. Nach dem Waffenstillstand zwischen dem neuen Sowjetrussland und den Mittelmächten am 17. Dezember 1917 wurde das polnische Korps provoziert und ging gegen die Sowjetrussen vor, da diese ihnen Nachschub verweigerten und versuchten, das Korps zu entwaffnen. Am 21. Januar 1918 eroberten dann die polnischen Truppen die Festung Babrujsk. Dies lieferte ihnen eine gute Ausgangsbasis um bis Ende Februar weiter gegen die Sowjetrussen vorzugehen und sie bis zum Dnepr zurückzudrängen. Nach dem Friedensvertrag von Brest-Litowsk und auf Druck der deutschen Kräfte wurde das Korps am 21. Mai 1918 endgültig entwaffnet und aufgelöst. So auch der Panzerzug Związek Broni.

## Technische Daten

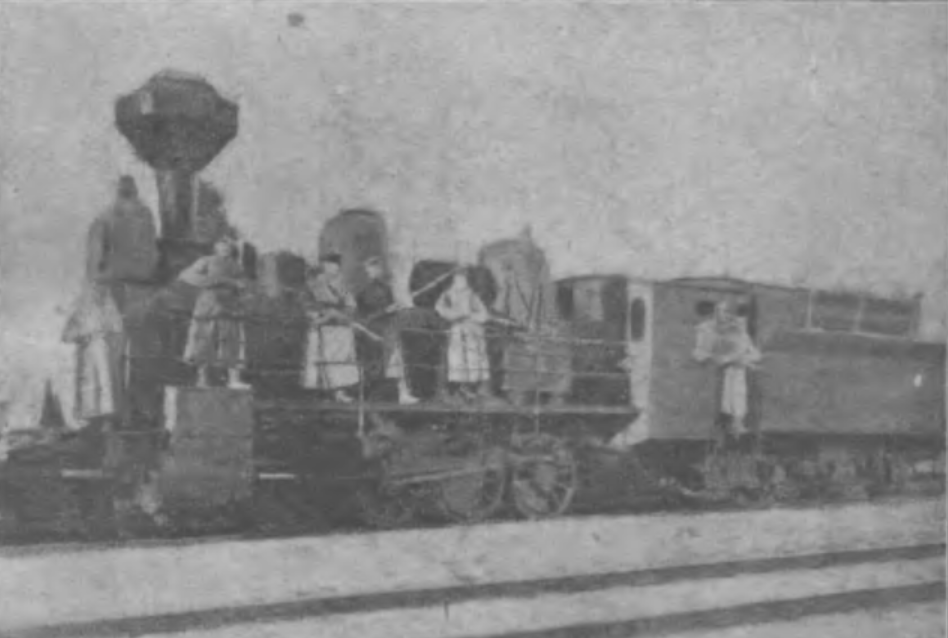
Die Dampflokomotive der russische Baureihe O des Panzerzuges Związek Broni mit Gehsteig

Der Panzerzug war ein Breitspurzug und wurde durch eine gewöhnliche und ungepanzerte Dampflokomotive der russischen Baureihe O mit Kohletender angetrieben. Rund um die Lokomotive wurde ein Umlauf für die Infanterie-Soldaten angebracht. Weiterhin verfügte der Panzerzug über acht zweiachsige gedeckte Güterwagen aus Holz und zwei offenen Flachwagen als Kampfplattform. Die Güterwagen verfügten über keinerlei Schutz von außen. Lediglich zwei Wagen wurden innen mit Sandsäcken und Stahlplatten verstärkt. Die Flachwagen dienten als Angriffswagen und waren mit Sandsäcken und Grabenschilden geschützt. Die Hauptbewaffnung bestand aus einer russischen 76-mm-Feldkanone M1902 auf einer Radlafette, welche auf dem ersten Flachwagen montiert war. Durch die Montage konnte dieses Geschütz nur nach vorne und geringfügig zu den Seiten mit einem Richtbereich bis zu 5,5° feuern. Zur weiteren Nahverteidigung verfügte der Panzerzug über mehrere 7,62-mm-Maschinengewehre (Maxim). Diese waren hauptsächlich auf den Flachwagen zu finden, da die Güterwagen über keine Schießscharten für die Maschinengewehre verfügten. Mit den Maschinengewehren in den Güterwagen wurde im Bedarfsfall aus den geöffneten Türen geschossen.

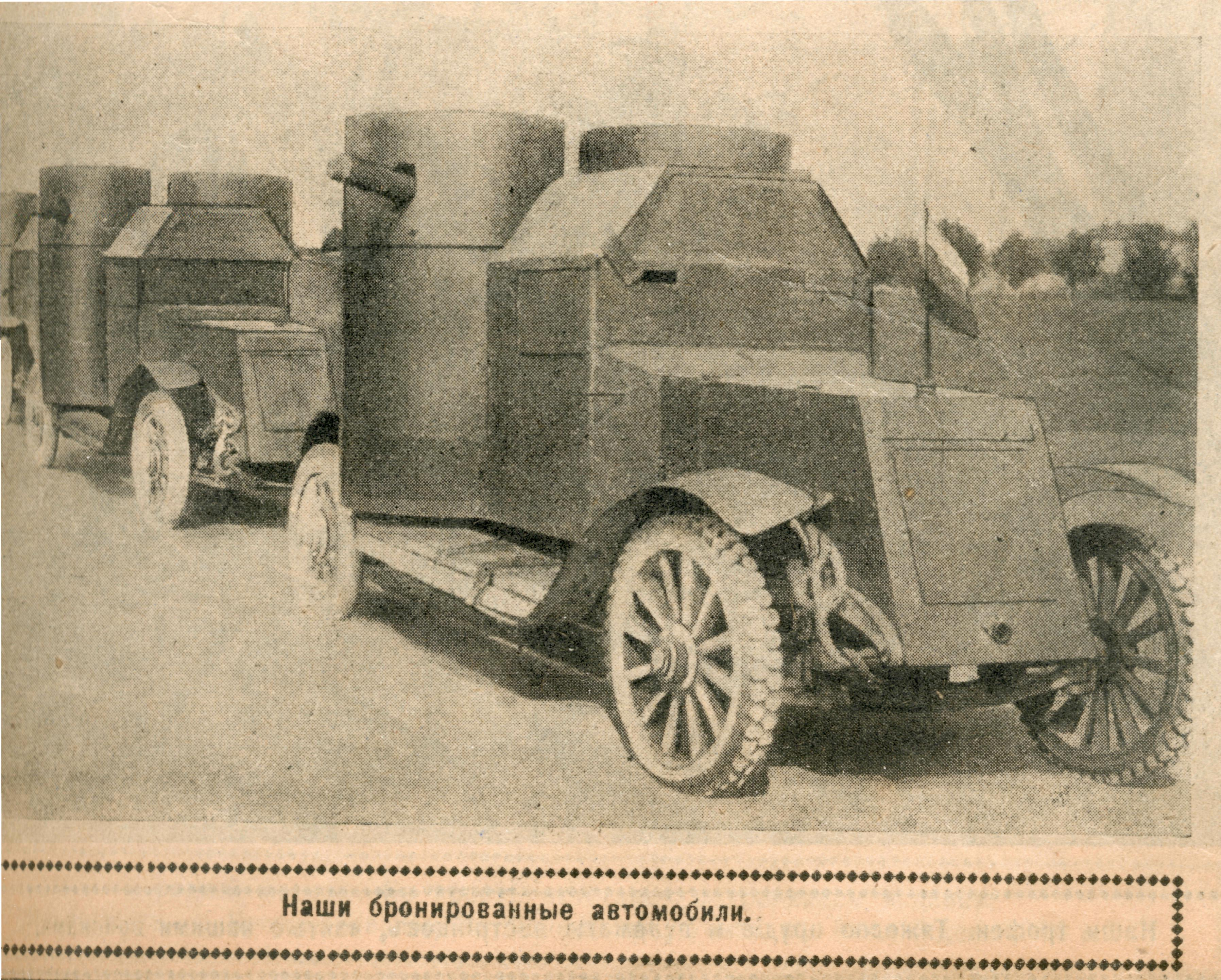
Austin-Putilow Panzerwagen der 1. Serie

Der auffälligste Teil des Panzerzuges war ein Flachwagen mit einem Panzerwagen vom Typ Austin-Putilow der 1. Serie. Der Panzerwagen kam am 15. März 1918 in Mogilev zur Ausrüstung des Panzerzuges hinzu. Das Fahrzeug konnte sich nicht mehr selbstständig bewegen, da die Hinterradaufhängung beschädigt war. Auch verfügte der Panzerwagen normalerweise über zwei 7,62-mm-Maschinengewehre (Maxim) in zwei separat drehbaren Türmen, diese waren jedoch nicht montiert.

## Einsatz

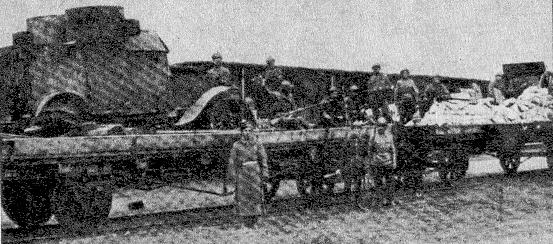
Flachwagen mit Panzerwagen des Panzerzuges Zwiazek Broni
im März 1918,
vor dem Panzerzug steht der Kommandant Leutnant Stanisław Małagowski mit seinem Stellvertreter

Am 10. Februar 1918 wurde der Panzerzug Związek Broni in der Festung Bobruisk aufgestellt. Zusammengestellt mit russischen Fahrzeugen stand dieser am Bahnhof von Beresina bereit für den Kampf. Der Initiator und Zugkommandant war Leutnant Stanisław Małagowski von der 1. Ingenieurkompanie der 1. Schützendivision. Später diente er als Kommandant beim Panzerzug Śmiały. Dieser gab dem Panzerzug auch den Namen Związek Broni, was auf Deutsch Waffenunion bedeutet. Dies lässt sich darauf zurückführen, dass die Besatzung aus den verschiedensten Truppengattungen bestand, wie Artilleristen, Infanteristen, Kavalleristen und Pionieren. Zusätzlich war die auch der Name einer geheimen antideutschen Unabhängigkeitsorganisation in den Reihen des 1. Korps.
Nachdem Truppen der 1. Schützendivision sich vorübergehend aus Schlobin zurückzogen, wurde am Fluss Olla eine neue Verteidigungslinie errichtet. Zwei Tage nach der Aufstellung des Panzerzuges wurde dieser vom 12. bis 25. Februar als aktive mobile Stellung vor den polnischen festen Stellungen eingesetzt. Dabei wurde der Panzerzug für Angriffe vom Bahnhof in Telusha in Richtung Krasny Brzeg eingesetzt und verhinderte dadurch einen Wiederaufbau einer Eisenbahnbrücke über den Fluss Dobosna. Diese Brücke wurde, nachdem der Panzerzug einen Zug mit 40 holzbeladenen Wagen erbeutet hatte, durch den polnischen Pionier Pająk vom Panzerzug, trotz starkem Beschuss von sowjetrussischen Kräften gesprengt.
Nachdem die feindlichen Truppen Ende Februar bis zum Dnepr getrieben wurden, kam es für den Panzerzug Związek Broni zu keiner aktiven Kampfhandlung mehr. Im April 1918 war der Panzerzug unterwegs auf Patrouille auf der Eisenbahnstrecke entlang des Dnepr in der Gegend von Bychau. Am 21. Mai 1918 musste das Korp ein Gesetz zur Abrüstung unterzeichnen, da es einen möglichen Kampf gegen die zahlenmäßig überlegenen deutsche Kräfte nicht bestehen konnte. Durch den Frieden von Brest verlangte das Deutsche Kaiserreich eine Entwaffnung der polnischen Kräfte oder es würde seinerseits gegen diese vorgehen. Damit endete der Dienst des Panzerzuges Związek Broni mit der Übergabe des Materials an die deutsche Kräfte.
Nach der Auflösung des Panzerzuges gelang es einem Teil der Besatzung bis nach Murmansk durchzubrechen und beteiligte sich dort an der Organisation der Panzerzüge P.P. 1 und P.P. 2.

## Zugpersonal
- Zugkommandant Leutnant Stanisław Małagowski[2]
- stellvertretender Zugkommandant Leutnant Stanisław Biega[2]
- Artilleriezugführer Fähnrich Marian Nowakuński[2]
- Maschinengewehrzugführer Fähnrich Witold Pruszyński[2]
- Melchior Wańkowicz

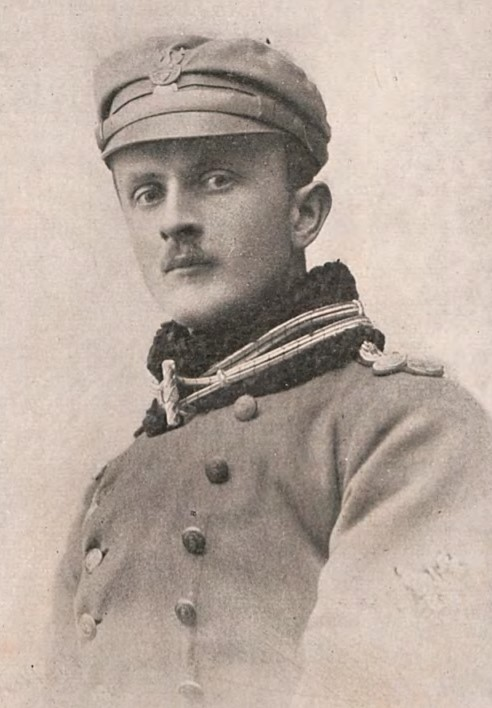
Stanisław Małagowski
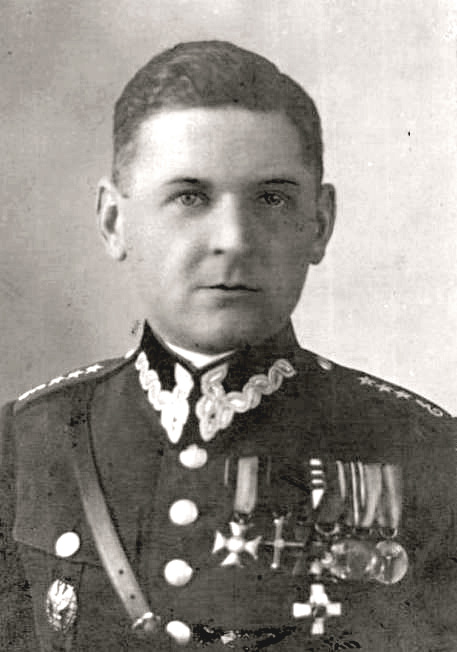
Stanisław Biega

Die gesamte Besatzung des Panzerzuges bestand aus 35 Mann. Diese bestanden aus:
- Artilleristen der 1. Batterie der schweren Artillerie
- einem Maschinengewehrzug des 6. Schützenregiments
- Offizieranwärtern der Kadettenlegion
- Zwölf Pionieren der Pionierkompanie, welche den Zug steuerten
- einer Minengruppe

Zusätzlich wurden acht Pferde mitgeführt, um den Radius für Aufklärungs- und Kampfaufgaben zu vergrößern.

## Zugzusammensetzung
Der Panzerzug Związek Broni bestand aus gewöhnlichen Güter- und Flachwagen für die Infanterie. Die Wagen waren nur provisorisch geschützt und die Bewaffnung bestand aus den Handwaffen der Infanterie. Die folgende Auflistung beschreibt die Zusammensetzung von vorne nach hinten:
- 1× Dampflokomotive der Russische Baureihe Э
- 7× gedeckte hölzerne Güterwagen
- 1× offener Flachwagen mit Austin-Putilow Panzerwagen und Maschinengewehren
- 1× offener Flachwagen mit russischen 7,62-cm-Feldkanone M1902 und Maschinengewehren